# Giovanni Lanfranco

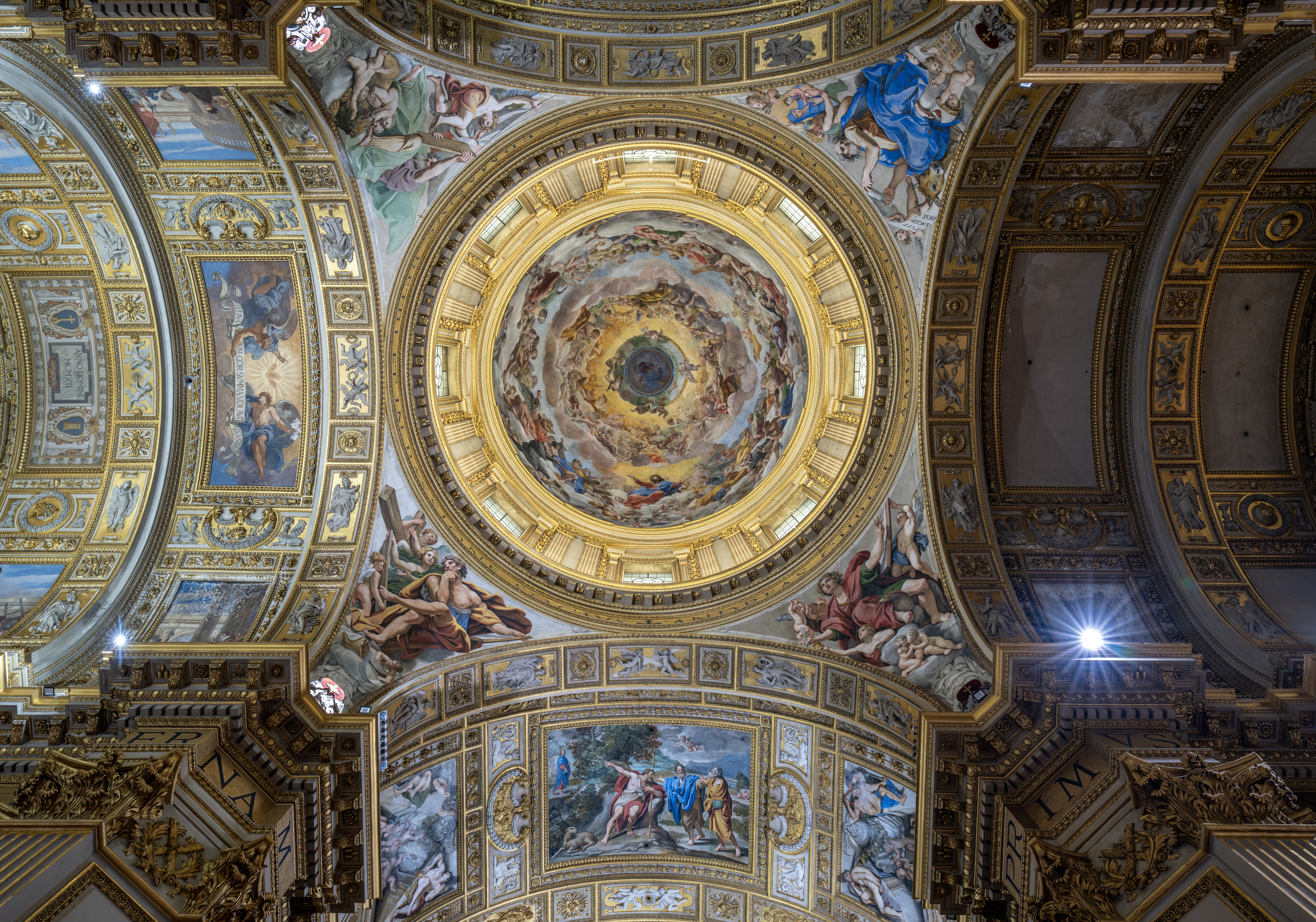
Kupolen i Sant'Andrea della Valle i Rom.

Giovanni Lanfranco, född 26 januari 1582 i Parma, död 30 november 1647 i Rom, var en italiensk målare under barocken, verksam i Rom och Neapel.

## Biografi
Lanfranco var elev till Annibale och Agostino Carracci, och påverkades starkt av Correggios takmålningar. Lanfranco utsmyckade kupolerna och absiderna i romerska och napolitanska kyrkor med illusionistiska målningar; ett berömt exempel är kupolen i Sant'Andrea della Valle i Rom (1625–1628), som utgör prototyp för alla kupolfresker i högbarockens Rom.
Lanfranco utförde ett av sina sista verk – Den helige Carlo Borromeos förhärligande – i barnabiternas kyrka San Carlo ai Catinari i Rom. Fresken domineras av två färgaccenter: Jungfru Marie blå mantel och den helige Carlo Borromeos cappa magna, det vill säga kardinalskåpa. Lanfranco är representerad vid Nationalmuseum och Vänersborgs museum.
Lanfranco är begravd i baptisteriet i Santa Maria in Trastevere.

## Verk i Rom i urval
- Scener ur den helige Augustinus liv – Sant'Agostino[6][7]
- Scener ur de heliga Augustinus och Guglielmos liv (1620) – Sant'Agostino[8][9][10]
- Jungfru Marie himmelsfärd (1625–1628) – kupolen, Sant'Andrea della Valle[11][1]
- Den helige Carlo Borromeos förhärligande (1646–1647) – absidens halvkupol, San Carlo ai Catinari[12]
- Scener ur Jesu Kristi lidandes historia (1621–1623) – Cappella Sacchetti, San Giovanni dei Fiorentini[13][14]
- De heliga Gregorius och Silvia – Sant'Andrea al Celio, San Gregorio Magno al Celio[15]
- Den heliga Lucias martyrium – Santa Lucia in Selci[16]
- Herdarnas tillbedjan (1631; attribuering) – Santa Maria della Concezione dei Cappuccini[17][18]
- Fresk – Cappella Paolina, Santa Maria Maggiore (osäker uppgift)[19]
- De heliga Antonius och Paulus eremiten – Santa Maria dell'Orazione e Morte[20]
- Den helige Symeon styliten – Santa Maria dell'Orazione e Morte[21]
- Korsets triumf – San Pietro in Vaticano[22][23]
- Scener ur Josefs liv – Palazzo Mattei di Giove[24]
- Fresker – Sala dei Corazzieri, Palazzo del Quirinale[25]
- Fresker (1624–1625) – Villa Borghese[26]
- Fresker – Villa Arrigoni-Muti, Frascati[27]

## Bilder

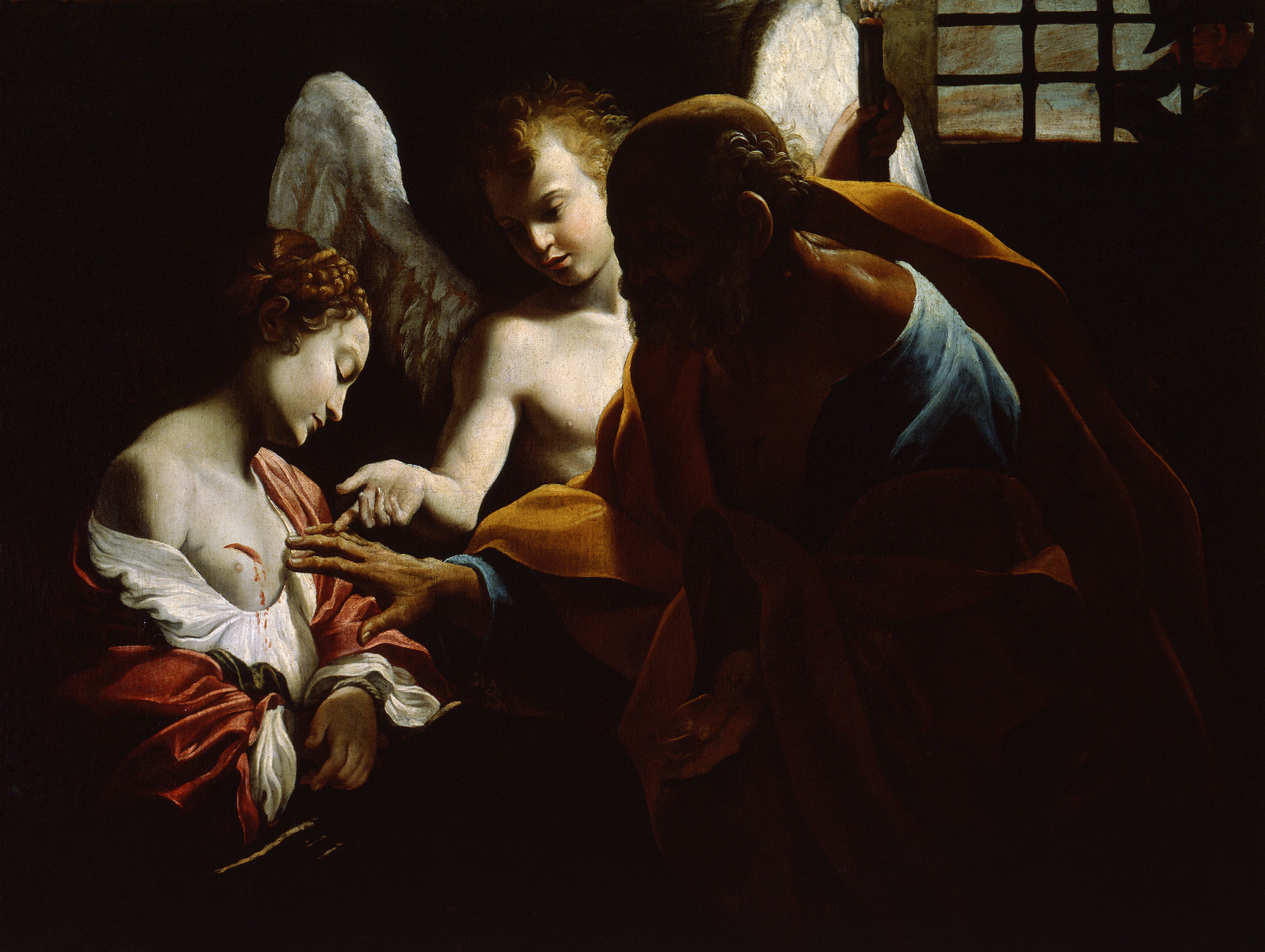
Den helige Petrus helar den heliga Agatas bröst i fängelset, Galleria nazionale di Parma.
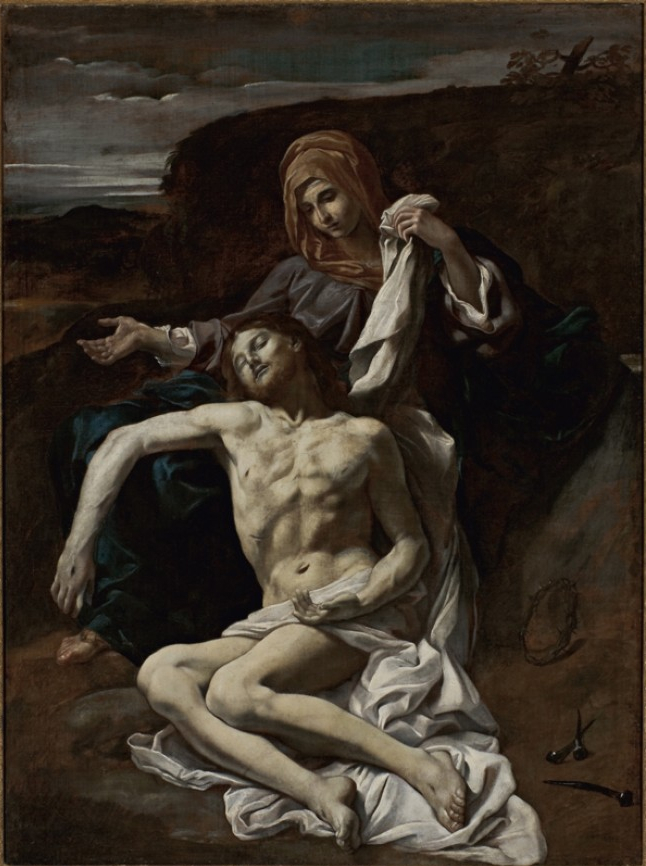
Pietà.
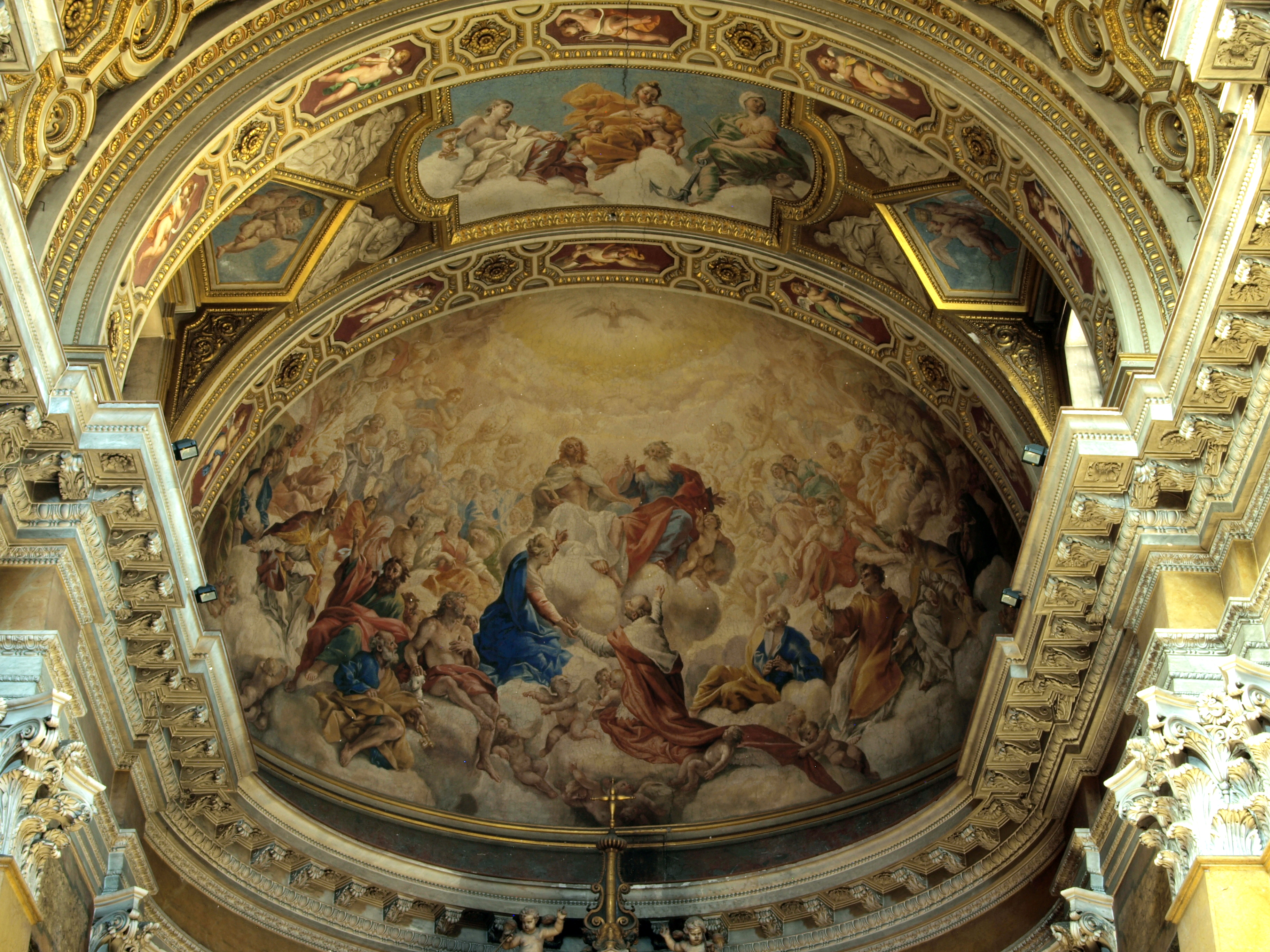
Den helige Carlo Borromeos förhärligande, San Carlo ai Catinari.